# Marcelo Pinto Carvalheira
Dom Marcelo Pinto Carvalheira, OSB (Recife, 1 de maio de 1928 - Recife, 25 de março de 2017) foi um monge beneditino e arcebispo católico.

## Biografia
Quinto dos dezesseis filhos de Álvaro Pinto Carvalheira e Maria Tereza Mendonça Carvalheira, estudou na Escola e Colégio de Recife, onde concluiu o ensino básico. Entrou no Seminário Arquidiocesano de Olinda, em 1944. Em 1946 foi para a Pontifícia Universidade Gregoriana, em Roma, onde cursou a Filosofia e a Teologia, concluindo estes estudos em 1956. Ali especializou-se em Teologia Dogmática.

### Morte
Passou seus últimos anos no Mosteiro de São Bento, em Olinda, Pernambuco, quando, em 25 de março de 2017, veio a falecer a caminho do hospital em Recife.

## Presbiterado
Foi ordenado padre no dia 28 de fevereiro de 1953, em Roma. Como padre, foi Professor de Teologia no Seminário de Olinda; Diretor Espiritual do Seminário; primeiro reitor do Seminário Regional do Nordeste Olinda; Assistente Eclesiástico da Ação Católica e Subsecretário do Regional Nordeste II da CNBB.
Neste período, Dom Marcelo foi um dos mais importantes colaboradores de Dom Hélder Câmara. Durante o regime militar no Brasil, defendeu os líderes católicos perseguidos, sendo ele mesmo preso e torturado. Em janeiro de 2009, Dom Marcelo foi indenizado pelo estado por reparação econômica de danos, recebendo a quantia de R$ 100 mil.

## Episcopado
Foi nomeado bispo auxiliar da Paraíba, recebendo a sé titular de Bitilio, em 29 de outubro de 1975, sendo ordenado bispo, aos 47 anos,  em 27 de dezembro de 1975, pelas mãos de Dom Helder Pessoa Câmara, Dom Aloísio Lorscheider e Dom José Maria Pires.
Em 9 de novembro de 1981, aos 53 anos, foi designado bispo da recém criada Diocese de Guarabira, na Paraíba. Em 29 de novembro de 1995 foi designado para ser Arcebispo da Arquidiocese da Paraíba, múnus que exerceu até 5 de maio de 2004.
Como bispo e arcebispo, foi membro da Comissão Episcopal de Pastoral da CNBB Nacional (1987-1991 e 1995-1998), responsável pelo setor Leigos e CEBs; Vice-Presidente da CNBB Nacional (1998 a 2004). Participou do Sínodo dos Bispos sobre os Leigos e da Quarta Conferência Geral do Episcopado Latino-Americano, em Santo Domingo. Foi delegado à Assembléia Especial do Sínodo dos Bispos para a América por eleição da Assembléia da CNBB e confirmado pelo Papa João Paulo II (1997).

## Obras publicadas
- Crer em nossos dias, escrito em colaboração com outros - Editora Vozes
- A Evangelização hoje, escrito em colaboração com outros, após o Sínodo sobre a Evangelização - Vozes.
- São José: o Anawin de Deus, Editora Letra Capital.

## Prêmios
- Medalha João Paulo II, concedida pela Assembleia Legislativa da Paraíba, em 2008.

## Ordenações episcopais
Foi o principal sagrante do bispo:
- Dom Antônio Muniz Fernandes, O. Carm.

Foi co-celebrante da sagração episcopal de:
- Dom Xavier Gilles de Maupeou d’Ableiges;
- Dom Antônio Fernando Saburido, OSB.